# Хвощ камышовый
Хвощ камышо́вый (лат. Equisétum scirpoides) — вид многолетних травянистых растений рода Хвощ семейства Хвощовые (Equisetaceae).

## Ботаническое описание
Побеги до 25 см высотой и толщиной до 1 мм, жёсткие, зимующие, не редко частично погружены в почву. Корневище тонкое, ветвистое. Стебли простые, или у основания разветвлённые, изогнутые, часто стелющиеся, растут пучками. Стебли без центральной полости, но с тремя периферическими. Листовые зубцы яйцевидные, шиловидно заострённые, по краю с узкой светлой каймой.
Колосок один, верхушечный, острый, 3—4 мм длиной.

## Распространение и экология
Произрастает в лесах с моховым покровом на осветлённых сырых местах.
Распространён на территориях российского Дальнего Востока, Европейской части СНГ, Западной и Восточной Сибири, Скандинавии, в Северной Америке.
Описан из Канады.

### Охранный статус
Внесён в Красную книгу Московской области и Красную книгу Ленинградской области.

## Значение и применение
Надземная часть, где обнаружены флавоноиды, в Сибири применяется как тонизирующее и диуретическое средство.

## Кормовое значение
Очень хорошо поедается северным оленем (Rangifer tarandus), крупным рогатым скотом, лошадьми осенью, зимой и ранней весной. Летом поедается плохо. Зимой сохраняет зелёными нижние части стеблей и поэтому высоко ценится как питательный корм для оленей и лошадей. Выпас истощенных лошадей и оленей на пастбищах богатых хвощом камышовым через 1—2 недели восстанавливает силы и через некоторое время животные начинают «жиреть». Поедается куропатками и гусями.
Один из основных весенне—летний кормов европейского лося (Alces alces Linnaeus).
Растение богато золой, содержит меньше клетчатки, чем другие хвощи. По содержанию белка занимает промежуточное положение между отмирающими на зиму и остальными зимующими (вечно-зелёными) хвощами. Способность за короткий срок восстанавливать силы и упитанность истощенных оленей и лошадей, вероятно обусловлена высокой усвояемостью и преобладанию углеводов в химическом составе. Сезонность поедания объясняется инверсией углеводов под влиянием осенних, а затем зимних заморозков.